# 博爾奇格列溫克山
72°7′S 23°8′E / 72.117°S 23.133°E
博爾奇格列溫克山是南極洲的山峰，位於東部南極洲的毛德皇后地，屬於南龍達訥山脈的一部分，處於坦加爾登峰以南6公里，在維德勒山和漢森布林冰川之間，海拔高度2,390米。